# Мусульмане (казахский род)
Мусульмане (каз. Мұсылмандар) — казахский род, который по казахскому шежире (родословной), не входит в состав трёх казахских жузов. Казахи рода Мусульмане сформировались в XX веке на территории Туркестанской области Республики Казахстан. Большинство данного рода проживает на территории казахов старшего жуза и за несколько веков совместного сосуществования со старшим жузом они переплелись с многочисленными родственными, культурными и духовными связями.

## Происхождение
В начале XX века в этническом составе казахов зафиксирован род под названием "мусульмане". Казахи этого рода населяли административный аул № II в Карамуртовской волости Чимкентского уезда Сырдарьинской области (район Туркестанской области Республики Казахстан). Казахи указанного рода имели свои зимовки на урочищах Кызыл-су и Машат-узен (Поаульные таблицы статистических сведений, 1908, т. I: 50, 62). Этническая их принадлежность не ясна, но по всей видимости, это часть сартовского и узбекского населения, расселение которых совпадало с расселением указанных групп населения в южной части Казахстана в начале XX века.

## Расселение
Представители рода «Мусульмане» преимущественно проживают на территории Туркестанской области Республики Казахстан

## Состав подрода, тамга, уран и численность
| Не входит в состав трёх казахских жузов | Не входит в состав трёх казахских жузов | Не входит в состав трёх казахских жузов | Не входит в состав трёх казахских жузов | Не входит в состав трёх казахских жузов |
| Род (племя)                             | Подрод                                  | Тамга (родовой знак)                    | Уран (родовой клич)                     | Численность рода                        |
| --------------------------------------- | --------------------------------------- | --------------------------------------- | --------------------------------------- | --------------------------------------- |
| Мусульмане                              | Кыпшак                                  | ᛙ Найза, Шокпар                         | Кобыланды                               | ≈ 2 300 человек                         |

## ДНК
Представители рода «Мусульмане» имеют гаплогруппу R1b и C2